# Добри Добрев (художник)
Вижте пояснителната страница за други личности с името Добри Добрев.
Добри Добрев е български художник живописец. Наричан е още Стария.

## Биография и творчество
Добри Добрев е роден на 21 декември 1898 г. в Сливен. През 1925 г. завършва с отличие и почетна грамота специалност „Живопис“ Художествената академия в Прага.
Член на дружество „Родно изкуство“. В периода 1929 – 1936 г. живее и твори в Чехия. Посещава Париж, Мадрид, Барселона, Рим, Флоренция, Амстердам, Ротердам, Хага, Брюксел, Лондон. През 1942 г. участва в Международното биенале на живописта във Венеция.
През 1937 г. окончателно се завръща в България и до 1954 г. работи в Сливен, като и творчески секретар на групата художници. През 1954 г. се премества в София, където до 1965 г. преподава в Художествената гимназия.
През 1968 г. е награден с орден „Кирил и Методий“ І степен. В периода 1923 – 1971 г. прави 50 самостоятелни изложби в България и Чехия. Работи в областта на живописта и рисунката, в жанровете: портрет, пейзаж, битова и фигурална композиция. Любима тема са пазарите и пейзажите от родния му град.
Негови картини са собственост на Националните галерии в София, Прага и Братислава, Градските художествени галерии в Сливен, София, Пловдив, Велико Търново, Пазарджик, Монтана, Плевен, Казанлък, Видин, Смолян, Етнографският, Военно-историческият, Литературният и други музеи и галерии в София и страната, Градските галерии в Пилзен, Бърно и Храдец Кралове, както и редица частни колекции в България, Чехия, Словакия, САЩ, Испания, Япония. 
Автор е на монография за художника Димитър Добрович (1957).
Добри Добрев умира на 1 март 1973 в София. През 1974 г. е удостоен посмъртно с наградата за литература и изкуство „Добри Чинтулов“ – Сливен.